# Kaukaba (Idlib)
Kaukaba (arab. كوكبة) – wieś w Syrii, w muhafazie Idlib. W 2004 roku liczyła 593 mieszkańców.